# Carlos Urruty
Carlos Antonio Urruty Navatta (1929 - 6 de setiembre de 2010) fue un abogado uruguayo, perteneciente al Partido Colorado. 

## Biografía
Egresado como abogado de Facultad de Derecho de la Universidad de la República.
Desde la adolescencia es funcionario de la Corte Electoral. Tras el advenimiento de la democracia en 1985 fue nombrado Ministro del organismo, en representación del Partido Colorado. En 1996 fue nombrado Presidente del organismo.
Como durante los gobiernos de Jorge Batlle y Tabaré Vázquez no se logró acuerdo parlamentario para nombrar nuevos Ministros en la Corte Electoral, el Dr. Urruty y los demás Ministros nombrados durante la segunda presidencia de Julio María Sanguinetti continuaron por más tiempo del habitual dirigiendo los destinos de la realidad electoral uruguaya. Por tanto, Urruty supervisó también las elecciones internas y presidenciales en 2009, siendo el primer Presidente de la Corte Electoral en cubrir tres ciclos electorales consecutivos.
En julio de 2010, y tras una larguísima gestión, Urruty fue sustituido en el cargo por Ronald Herbert, tras su nombramiento por la Asamblea General. Falleció apenas dos meses después, a los 81 años, como consecuencia de una enfermedad cardíaca.